# David Tobias Knoll
David Tobias Knoll (* 1736 in Namslau; † 1818 in Breslau) war ein deutscher Kaufmann und Komponist.

## Leben
Knoll war Sohn eines Müllers und erhielt frühen Musikunterricht durch den Organisten seiner Geburtsstadt. Durch den frühen Tod des Vaters sah er sich 1850 gezwungen nach Breslau zu gehen und seinen Lebensunterhalt als Kaufmann zu verdienen. Dort übernahm er bald bei polnischen Gottesdiensten in der Christophorikirche vertretungsweise das Orgelspiel von Gottlieb Benjamin Holland. Ab 1766 hatte Knoll Kompositionsunterricht bei Johann Georg Hofmann, dem Organisten der Hauptkirche Maria Magdalena. 

## Werke
Knoll hinterließ mehrere Kirchenmusiken, die sich in Breslau seinerzeit recht hoher Beliebtheit erfreuten, von denen aber nichts gedruckt wurde. 
Auch mehrere musikwissenschaftliche Abhandlungen hat er verfasst. 